# Henry Pierre Heineken
Henry Pierre Heineken (Amsterdam, 3 april 1886 - aldaar, 3 mei 1971) was de tweede directeur van de bierbrouwerij Heineken.
Heineken studeerde vanaf 1905 scheikunde aan de Universiteit van Amsterdam, waar hij in 1914 ook promoveerde. Tijdens zijn studententijd was hij lid van zowel de Senaat als het sociëteitsbestuur van het Amsterdamsch Studenten Corps. Na het plotselinge overlijden van zijn (niet biologische) vader Gerard Adriaan Heineken in 1893 werd het bedrijf geleid door een bestuur onder leiding van zijn moeder, Mary Tindal. Vanaf 1 oktober 1914 zat hij in de directie van de Heineken Brouwerij Maatschappij, en in 1917 werd hij president-directeur.
Henry Pierre zette het succes van zijn vader voort en loodste het bedrijf door de economische crisis van de jaren dertig. Hij zorgde met de aankoop van een brouwerij in Brussel in 1927 voor expansie buiten Nederland. Een van de belangrijkste bijdragen die hij heeft geleverd is het zorgen voor een verhoging van de productie. Daarnaast werd hij bekend vanwege zijn vooruitstrevende sociaal beleid.
Hij bleef zich tot 1951 bemoeien met het bedrijf, hoewel zijn zoon Freddy Heineken de leiding al in 1941 had overgenomen. Hij was tevens onder andere voorzitter van de Raad van Bestuur van NV Het Concertgebouw. Verder bekleedde hij diverse commissariaten.